# Selva di Cadore
Selva di Cadore là một đô thị ở tỉnh Belluno trong vùng Veneto, có vị trí cách khoảng 120 km về phía bắc của Venice và khoảng 40 km về phía tây bắc của Belluno. Tại thời điểm ngày 31 tháng 12 năm 2004, đô thị này có dân số 557 và diện tích 33,1 km².
Đô thị Selva di Cadore có các frazioni (các đơn vị trực thuộc, chủ yếu là thôn làng) S.Fosca and Pescul.
Selva di Cadore giáp các đô thị: Alleghe, Borca di Cadore, Colle Santa Lucia, San Vito di Cadore, Zoldo Alto.